# Jeżewo (gromada w powiecie świeckim)
Jeżewo – dawna gromada, czyli najmniejsza jednostka podziału terytorialnego Polskiej Rzeczypospolitej Ludowej w latach 1954–1972.
Gromady, z gromadzkimi radami narodowymi (GRN) jako organami władzy najniższego stopnia na wsi, funkcjonowały od reformy reorganizującej administrację wiejską przeprowadzonej jesienią 1954 do momentu ich zniesienia z dniem 1 stycznia 1973, tym samym wypierając organizację gminną w latach 1954–1972.
Gromadę Jeżewo z siedzibą GRN w Jeżewie utworzono – jako jedną z 8759 gromad na obszarze Polski – w powiecie świeckim w woj. bydgoskim, na mocy uchwały nr 24/12 WRN w Bydgoszczy z dnia 5 października 1954. W skład jednostki weszły obszary dotychczasowych gromad Jeżewo (bez przysiółków Rybno, Bursztynowo i Borsukowo), Biała, Ciemniki, Czersk Świecki, Dubielno, Pięćmorgi, Taszewko i Taszewskie Pole ze zniesionej gminy Jeżewo oraz obszar dotychczasowej gromady Białe Błota (bez PGR Rulewo) ze zniesionej gminy Warlubie w tymże powiecie. Dla gromady ustalono 27 członków gromadzkiej rady narodowej.
1 stycznia 1972 gromadę Jeżewo połączono z gromadą Laskowice, tworząc z ich obszarów gromadę Jeżewo z siedzibą Gromadzkiej Rady Narodowej w Jeżewie w tymże powiecie (de facto gromadę Laskowice zniesiono, włączając jej obszar do gromady Jeżewo).
Gromada przetrwała do końca 1972 roku, czyli do kolejnej reformy gminnej. 1 stycznia 1973 w powiecie świeckim reaktywowano gminę Jeżewo.